# あゆま紗由
あゆま 紗由（あゆま さゆ、3月9日 - ）は、 日本の漫画家。女性。

## 経歴・特徴
丸顔で、口の丸い女の子を描く傾向がある。 
絵は物心ついた頃から描いており、中学の時ペンタブを買ったことが漫画の絵を本格的に描くきっかけになった。熱中したギャルゲーのイラストを中心に描いており、漫画作品は大学受験が終わり、時間ができて同人誌を出してみようと思ったのがきっかけ。影響を受けたのはN!θ。ジャンルはすべて男性向けで、『COMICポプリクラブ』でデビューするまで全年齢向けしか描いていなかった。
表情と仕草に力点を置いており、恥じらったり、幸せそうな女の子を描いている時が楽しい。ストーリーは女の子の主人公へのラブ展開なハッピーな話を目指している。恥ずかしくて死にそうでも主人公のこと大好きだから頑張るといった話が好きである。
同人活動もしており、サークル名は「ヤモセブン」。

## 作品リスト

### 単行本
- 『純愛まにあっく』 （2014年9月24日発売[4]、マックス〈ポプリコミックス〉、ISBN 978-4-86379-331-6）
  - 『純愛まにあっく 〜RePure〜』[5] （2017年12月29日発売[6]、文苑堂〈BAVEL COMICS〉、ISBN 978-4-86117-285-4）

収録作品：「June Princess」・「校則違反リボン」・「ユアーズガールアイドル」・「ひみつの恋人つなぎ」・「せんせいとかわいい」・「ロマンスフィルター」・「すいすいすい」・「忠犬はちこ」・「窓からの侵入者」・「かわいい言っちゃって」・「純愛リボン」
- 『姉小路直子と銀色の死神』（原作：みなとカーニバル、一迅社〈IDコミックス REXコミックス〉、全2巻）
  1. 2015年8月4日発売[7]、ISBN 978-4-7580-6533-7
  2. 2016年3月26日発売[8]、ISBN 978-4-7580-6575-7

### 読み切り・連載
- ごほうびください （COMICポプリクラブ 2013年1月号）
- 窓からの侵入者 （COMICポプリクラブ 2013年7月号）
- すいすいすい （COMICポプリクラブ 2013年9月号）
- 校則違反リボン （COMICポプリクラブ 2013年12月号）
- 忠犬はちこ （COMICポプリクラブ 2014年3月号）
- ロマンスフィルター （COMICポプリクラブ 2013年5月号）
- June Princess （COMICポプリクラブ 2014年7月号）
- ひみつの恋人つなぎ （COMICポプリクラブ 2014年8月号）
- ユアーズガールアイドル （COMICポプリクラブ 2015年1月号）
- 『姉小路直子と銀色の死神』（『月刊ComicREX』 2015年5月号 - 2016年3月号、原作：みなとカーニバル）

### 挿絵
- 『オタサーの姫と恋ができるわけがない。』 （2016年 - 2017年、著：佐倉唄、富士見ファンタジア文庫）
- 『魔力ゼロの俺には、魔法剣姫最強の学園を支配できない……と思った？』 （2016年 - 2018年、著：刈野ミカタ、MF文庫J）
- 『業焔の大魔導士 〜まだファイアーボールしか使えない魔法使いだけど異世界最強〜』 （2017年 - 2018年、著：鬱沢色素、講談社ラノベ文庫）
- 『お前ら、おひとり様の俺のこと好きすぎだろ。』 （2018年 - 2019年、著：凪木エコ、富士見ファンタジア文庫）
- 『異世界帰りのおっさんは父性スキルでファザコン娘達をトロトロに』 （2018年 - 2019年、著：高橋弘、オーバーラップ文庫）
- 『英雄教室の超越魔術士 〜現代魔術を極めし者、転生し天使を従える〜』 （2020年、著：月夜涙、MF文庫J）
- 『世界征服系妹』 （2020年 - 2021年、著：上月司、電撃文庫）
- 『勇者になりたい魔人の冒険』 （2020年、著：箕崎准、講談社ラノベ文庫）
- 『俺のお嫁さん、変態かもしれない』 （2021年 - 2022年、著：くろい、富士見ファンタジア文庫）
- 『俺のアパートがダンジョンになったので、最強モンスターを従えて楽々攻略 大家さん、従魔士に覚醒したってよ』 （2023年、著：モノクロ、富士見ファンタジア文庫）
- 『家で知らない娘が家事をしているっぽい。でも可愛かったから様子を見てる』 （2024年、著：モノクロウサギ、角川スニーカー文庫）
- 『ありあまる魔力で異世界最強 ワケあり美少女たちは俺がいないとダメらしい』 （2024年、著：十利ハレ、オーバーラップ文庫）

### アダルトアニメ
- 『純愛まにあっく 〜Pure Love Maniac〜』 （発売・販売：メディアバンク〈Queen Bee〉、全2巻）
  1. 2015年4月17日発売[9]、20分、「June Princess」・「ロマンスフィルター」収録、JAN 4562109581935
  2. 2015年7月17日発売[10]、20分、「秘密の恋人つなぎ」・「校則違反リボン」収録、JAN 4562109582017

### アダルトゲーム原画
- Deep Love Diary -恋人日記-（2016年10月28日発売[11]、Campus）
- あぶのーまるらば〜ず（2017年11月24日発売[12]、とるてそふと）
- Suite Life（2017年12月22日発売[13]、チェルシーソフト）[14]
- アマアネ -My Sweet Sister-（2019年8月30日発売[15]、Campus）
- 花鐘カナデ＊グラム（NanaWind）
  - Chapter:1 小桜結（2021年11月26日発売[16]）
  - Chapter:2 花ノ香澄玲（2022年6月24日発売）
  - Chapter:3 星泉コトナ（2024年6月28日発売）
  - Chapter:4 綾世奏 -最終章-（2025年7月25日発売）
- Clover Memory's（時期未発表、ALcot）[17]